# Давыдовка (Ульяновская область)
Давыдовка — село в Николаевском районе Ульяновской области России. Входит в состав Барановского сельского поселения. На 2021 год, по данным администрации района, проживает 865 человек, преимущественно мордва.

## География
Село находится в юго-западной части региона, в лесостепной зоне, в пределах Приволжской возвышенности, на берегах реки Ешелки, на расстоянии примерно 5 километров (по прямой) к юго-юго-западу (SSW) от Николаевки, административного центра района.
Абсолютная высота — 187 метров над уровнем моря.
Климат
Климат характеризуется как умеренно континентальный, с тёплым летом и умеренно холодной зимой. Среднегодовая температура воздуха — 10 °С. Средняя температура воздуха самого тёплого месяца (июля) — 19,2 °C (абсолютный максимум — 41 °C); самого холодного (января) — −13,3 °C (абсолютный минимум — −48 °C). Продолжительность безморозного периода составляет в среднем 202 дня. Среднегодовое количество атмосферных осадков составляет 455—530 мм, из которых большая часть выпадает в период с апреля по сентябрь. Снежный покров образуется в конце ноября и держится в течение 128 дней.
Часовой пояс
Село Давыдовка, как и вся Ульяновская область, находится в часовой зоне МСК+1. Смещение применяемого времени относительно UTC составляет +4:00.

## История
Первое упоминание Давыдовки относится к 29 мая 1719 года.  На тот момент в деревне Давыдовке 12 дворов, в них людей мужского полу 22 человека. Согласно местным легендам, село названо по имени первого переселенца Давыда, в переписной росписи есть запись: Во дворе Давыд Виртянов семидесят лет, у него дети: Нуштай тритцети пяти, Юртай тритцети лет, у Юртая сын Григорей году.
На 1862 год деревни Собакино и Давыдовка, при рч. Малой Ешалке, находились с правой стороны по проселочному тракту из г. Хвалынска в г. Кузнецк, во 2-м стане Хвалынского уезда Саратовской губернии, в которых было: в д. Давыдовке в 83 дворах жило: 292 мужчины и 287 женщин, имелась мельница; в Собакино — в 42 дворах: 193 мужчины и 191 женщина.
В 1910 году в Собакино была образована школа (до 1931 года — начальная, в конце 1940-х — семилетняя, с 1958 года — восьмилетняя, с 1983 года — средняя), в 1930-е — изба-читальня.
До начала XX века деревня Давыдовка,  в которой было 172 двора и 1156 жителей, принадлежала приходу Казанской церкви села Барановка, но в 1912 году в Собакина была построена церковь, туда приписали жителей Давыдовки.
До 1930 года Давыдовка и соседнее село Собакино слились в один населённый пункт, за которым укрепилось название Давыдовка.
В 1929 году было основано Товарищество по совместной обработке земли (ТОЗ) «Од шенге», в октябре того же года основан колхоз «12 лет Октября». В 1959 году все колхозы сёл Давыдовка, Болдасьево, Губашево объединили в один колхоз — имени ХХI съезда КПСС. В 1992 году он был реорганизован в сельскохозяйственный производственный кооператив (СПК) «Давыдовский», после — в ООО «КФХ „Стимул“».

## Население
| 2010 |
| ---- |
| 896  |

Историческая численность населения
По переписи населения в 1885 году в Давыдовке проживало 832 человека. В 1931 году в Давыдовке было 417 хозяйств и 2302 жителя. В 1996 году население составляло 1290 человек.
Национальный состав
Согласно результатам переписи 2002 года, в национальной структуре населения мордва составляла 92 % из 1047 чел.

## Инфраструктура
В селе действуют школа, Дом культуры, библиотека, медпункт, комбинат стройматериалов, центр СПК «Давыдовский».

## Транспорт
Доступна автотранспортом. Остановка общественного транспорта «Давыдовка».